# روخيليو سانشيز غونزاليس
روخيليو سانشيز غونزاليس (بالإسبانية: Rogelio Sánchez González)‏ هو كاهن كاثوليكي مكسيكي، ولد في 23 أبريل 1921 في ميتشواكان في المكسيك، وتوفي بنفس المكان في 22 ديسمبر 2011.